# Beaune-la-Rolande
Beaune-la-Rolande è un comune francese di 2 202 abitanti situato nel dipartimento del Loiret nella regione del Centro-Valle della Loira.
È famosa agli amanti dell'arte poiché nei suoi pressi, il 28 novembre 1870, durante la Guerra franco-prussiana, si combatté una battaglia in cui rimase ucciso il pittore Jean-Frédéric Bazille.

## Società

### Evoluzione demografica
Abitanti censiti